# 阿下喜町
阿下喜町（あげきちょう）は三重県員弁郡にあった町。現在のいなべ市北勢町の中心部にあたる。本項では町制前の名称である阿下喜村（あげきむら）についても述べる。

## 地理
- 河川：員弁川、鎌田川、貝野川

## 歴史
- 1889年（明治22年）4月1日 - 町村制の施行により、阿下喜村・瀬木村・飯倉村の区域をもって阿下喜村が発足。
- 1929年（昭和4年）3月10日 - 阿下喜村が町制施行して阿下喜町となる。
- 1955年（昭和30年）4月1日 - 十社村・山郷村と合併して北勢町が発足。同日阿下喜町廃止。

## 交通

### 鉄道路線
- 三重交通
  - 北勢線（現・三岐鉄道北勢線）
    - 阿下喜駅